# Hochschule Worms
L'université de sciences appliquées de Worms (en allemand : Hochschule Worms) est une haute école d'orientation économique-technique localisée à Worms, en Rhénanie-Palatinat.
Pour les 3200 étudiants il y a 100 professeurs d'université et 66 chargés de cours qui offrent des études dans 15 sections de la gestion et de l'organisation des entreprises et 5 sections techniques. 
L'université se trouve à l'ouest du centre-ville sur un petit campus. Entretemps le campus s'est étendu en ajoutant un territoire autrefois utilisé par les Américains.

## Histoire

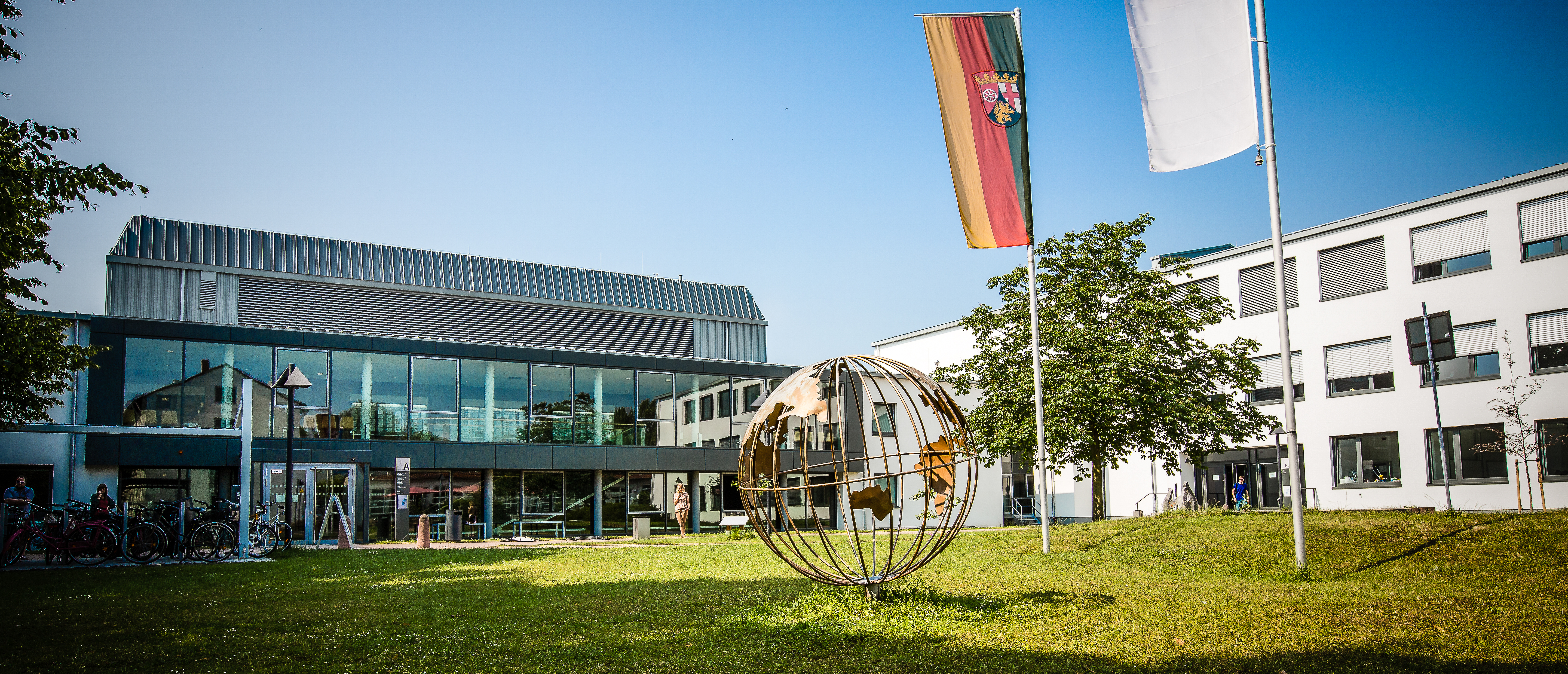
Campus der Hochschule Worms

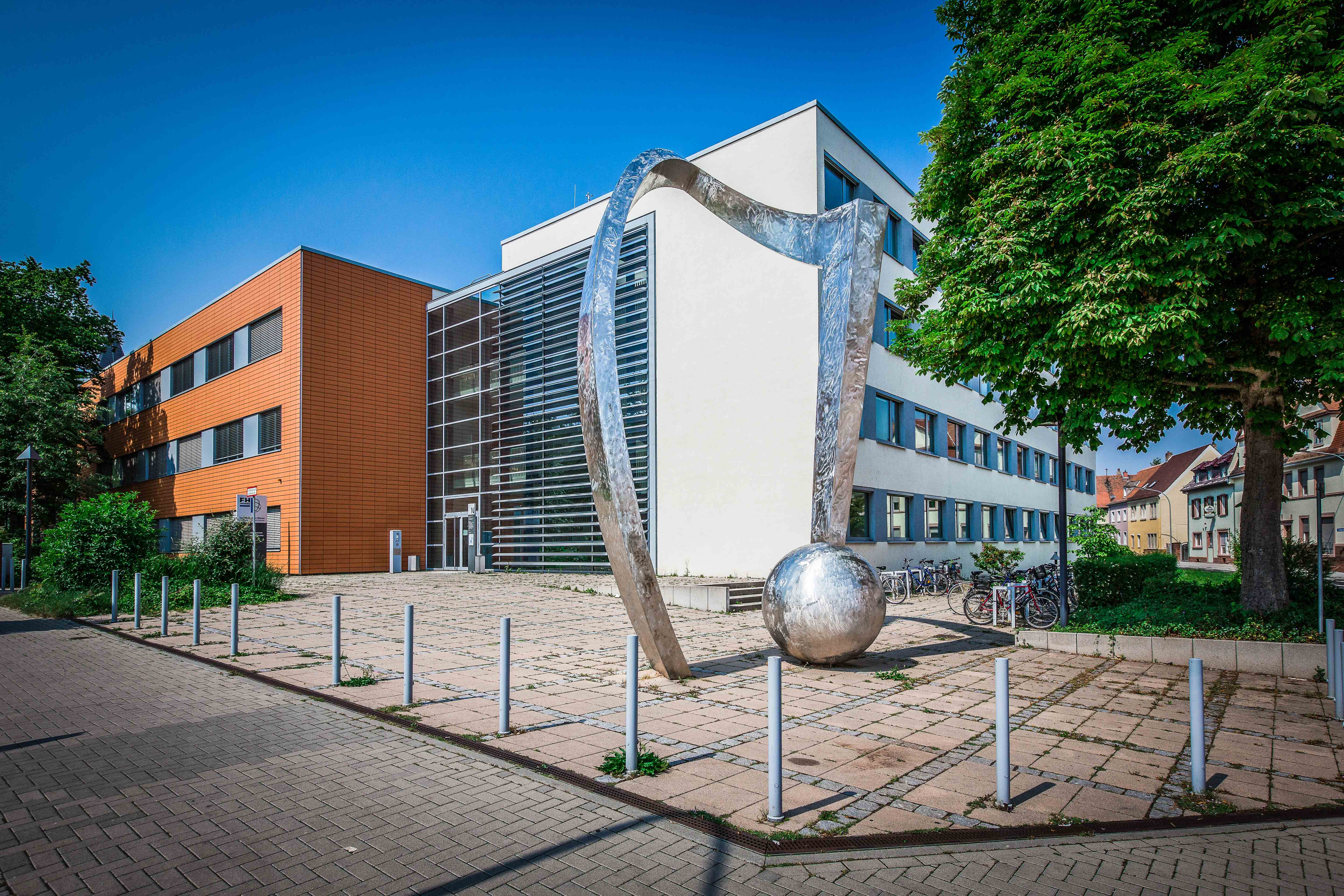
Hochschule Worms bâtiment N

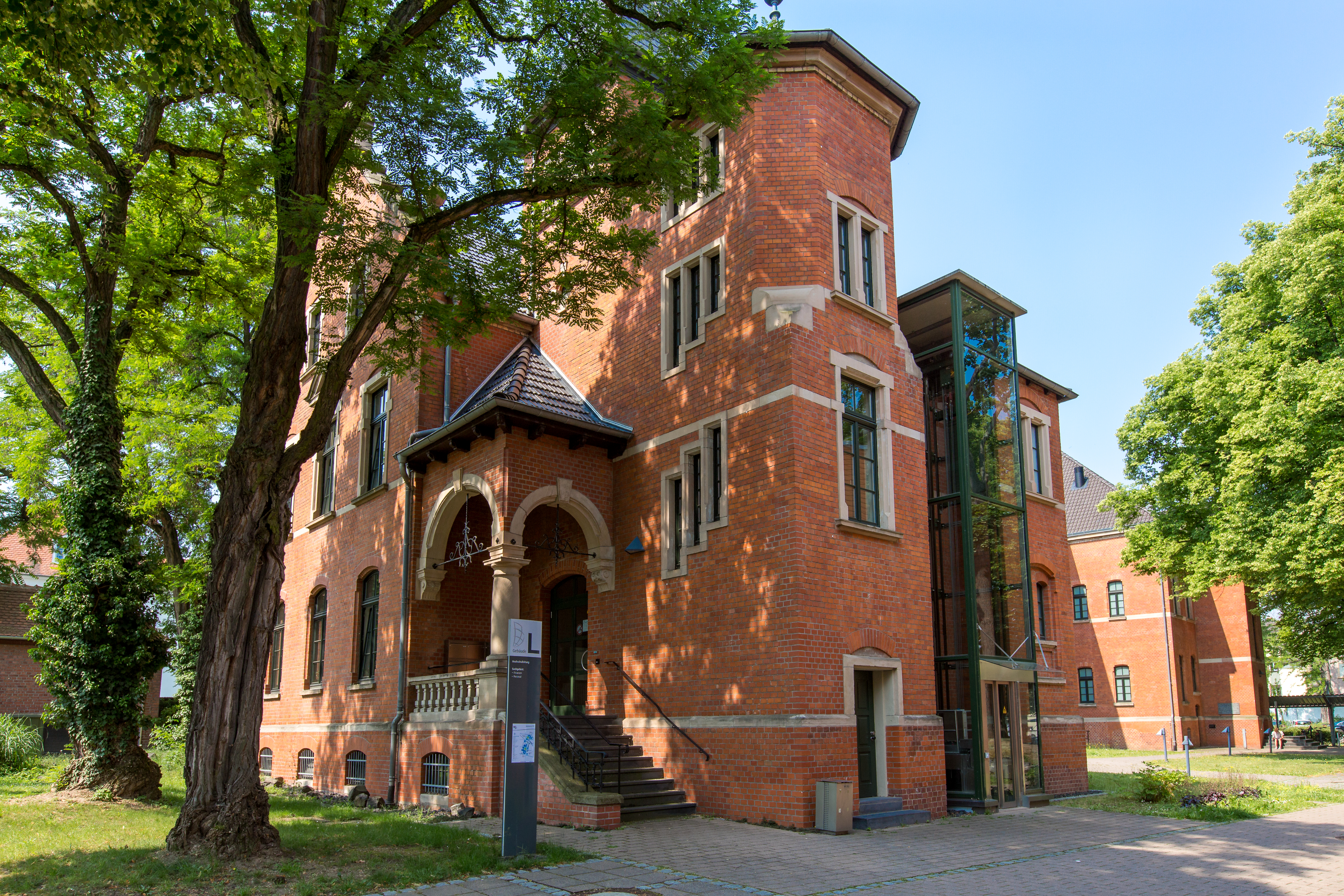
Bâtiment de l'administration du Hochschule Worms

### Haute École pédagogique
- 1949: Fondation comme « Pädagogische Akademie »
- 1960: Rebaptisation en « Pädagogische Hochschule »
- 1969: Rebaptisation en « Erziehungswissenschaftliche Hochschule »
- 1977: Concentration de la formation des enseignants à Landau et à Coblence

### Fachhochschule
- 1978: Transformation en « Département Ludwigshafen/Worms du Fachhochschule Rheinland-Pfalz »
- 1996: Indépendance comme « L'Université de sciences appliquées de Worms »

### Nombres des étudiants
- 1969: ca. 800
- 1982: ca. 1200
- 2006: ca. 2600
- 2010: ca. 2700
- 2013: ca. 3200

## Spécialités
L'université offre des cours en informatique, touristique/transports et sciences économiques.

## Administration
Président
Jens Hermsdorf
Viceprésidents
Henning Kehr, Knut Scherhag
Chancelière
Christiane Müller
Il y a une charge de curateur (13 membres) et un conseil de l'université (10 membres).

## Anciens élèves
- Jan Metzler, membre du Bundestag.